# Bad Day L.A.
Bad Day L.A. — компьютерная игра Американа МакГи.

## История
Энтони Уильямс из голливудского агента становится бомжом на улицах Лос-Анджелеса, который охвачен катастрофой с террористами и зомби. Задача Энтони — выбраться из города живым, чего бы ему это ни стоило.

## Геймплей
Игра представляет собой стандартный шутер от третьего лица, где игроку необходимо, перемещаясь по уровням, выполнять различные задания.
В команде игрока может быть несколько помощников. Но на уровне можно взять себе в напарники только одного из них.
Кроме того, в игре существует показатель отношения толпы к Энтони. Если люди будут к нему дружелюбны, то все в порядке, но если люди будут злы на него, то могут напасть и даже убить. Чтобы снизить злость толпы, нужно делать добрые дела (например, тушить горящих людей, лечить раненых, вылечивать зомби, тушить горящие автомобили и убивать плохих парней).

## Критика
| Сводный рейтинг | Сводный рейтинг |
| Агрегатор       | Оценка          |
| --------------- | --------------- |
| GameRankings    | 33,15 %         |

Игра получила очень низкие оценки от всех игровых сайтов и журналов. GameSpot поставил игре 3/10, назвав игру «недоразумением». IGN дал 2,7 баллов из 10, назвав игру «ужасной». X-Play поставил игре наименьший балл 1 из 5. Большинство критиков заметило, что попытки игры быть смешной провалились, поскольку юмор слишком плоский. Рецензент PC Gamer поставил игре 20/100, упомянув: «Такая безвкусная, что мне нужно помыться после игры». Игромания поставила игре оценку в 6,5 баллов из 10, назвав игру «самым неожиданным провалом лета». Но при этом игра сохранила стиль и достопримечательности Лос-Анджелеса.

## Упоминание в массовой культуре
Упоминание игры встречается в фильме «Полу-Нельсон».